# فيكتور سافتشينكو
فيكتور سافتشينكو (مواليد 17 سبتمبر 1952) هو ملاكم روسي، مثّل بلاده في الألعاب الأولمبية الصيفية في دورتي 1976 و1980.

## روابط خارجية
فيكتور سافتشينكو على موقع أوليمبيديا (الإنجليزية)